# Соноя Мизуно
Соноя Мизуно (на японски: ソノヤ・ミズノ) е родена в Япония британска актриса, модел и балерина .

## Биография
Родена в Токио, Мизуно израства в Съмърсет, Англия. Баща ѝ е японец, а майка ѝ наполовина англичанка и наполовина аржентинка. Тя учи в Кралското балетно училище като дете  и го завършва преди да работи в няколко балетни компании включително и Semperoper Ballet в Дрезден, Балет Ирландия, New English Ballet Theatre и Scottish Ballet.

## Кариера
Тя започва работа като модел на 20 години поради неудовлетвореност от балетната си кариера. и е била модел за Chanel, Alexander McQueen, Saint Laurent и Louis Vuitton. През 2014 година Мизуно играе в постановката на Arthur Pita The World's Greatest Show в Greenwich Dance и Royal Opera House (оперетен театър Ковънт-Гардън, Лондон).
Мизуно прави филмовия си дебют в научнофантастичния филм на Алекс Гарланд Ex Machina: Бог от машината през 2015 г. Тя играе и в танцовия филм Чувствителни, режисиран от Майкъл Деймиън и излязъл през 2016 г. През същата година, тя участва и като танцьорка в музикалните клипове „Wide Open“ на The Chemical Brothers и Beck.
През август 2016 г. участва в музикалния клип на Франк Оушън и песента „Nikes“. През 2016 г. Мизуно играе и във филма La La Land, изпълнявайки ролята на Кейтлин, съквартирантката на Мия (Ема Стоун).
През 2017 г. Мизуно участва в камело ролята на дебютантка в адаптацията на живо на Disney's Красавицата и звярът (филм, 2017) и участва във филма Crazy Rich Asians като Constance Wu и Michelle Yeoh.

## Частична филмография
- 2015 – „Ex Machina: Бог от машината“ (Ex Machina) като Киоко
- 2016 – „Чувствителни“ като Джази
- 2016 – „La La Land“ като Кейтлин
- 2017 – „Красавицата и звярът (филм, 2017)“ като дебютантката
- 2017 – „Изтребление“
- 2018 – „Местните“ като Бетси
- 2019 – „Ambition“ като Сара
- 2018 – „Crazy Rich Asians (филм)“ като Араминта Лий